# Wahyu Suboseto
Wahyu Suboseto (sinh ngày 16 tháng 7 năm 1993, ở Surabaya) là một cầu thủ bóng đá người Indonesia thi đấu cho Bhayangkara F.C. ở Liga 1 ở vị trí tiền vệ 

## Sự nghiệp

### Bhayangkara FC
Wahyu có màn ra mắt cho Bhayangkara F.C. trước PS Barito Putera tại vòng đầu của Indonesia Soccer Championship A 2016. Wahyu ghi bàn thắng đầu tiên cho Bhayangkara vào lưới Pusamania Borneo, Wahyu ghi ở phút 32 

## Đời sống cá nhân
Wahyu là em trai của Fandi Eko Utomo, hiện tại thi đấu cho Madura United. Fandi và Wahyu là con trai của huyền thoại Persebaya Surabaya, Yusuf Ekodono giờ là trợ lý huấn luyện viên của Bhayangkara F.C. 

## Danh hiệu

### Câu lạc bộ
Bhayangkara
- Liga 1: 2017